# سونار 2087
سونار 2087 (بالإنجليزي: Sonar 2087) غواصة مزودة بنظام السونار صنعت من قبل تاليس لصناعة الأنظمة تحت الماء , وتم تزويدها بتقنيات حديثة لتحل محل سونار 2031 , من هذه التقنيات :
- لنظام سونار 2087 مدى ترددي صغير يصعب على مضادات الحربية للغواصات اكتشافه عند مسافات كبيرة.

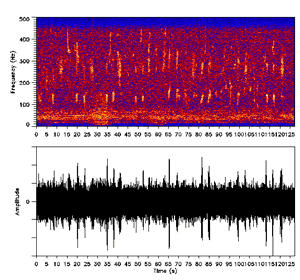